# East Lothian
East Lothian, även kallat Haddingtonshire, är en av Skottlands kommuner, ståthållarskap och traditionella grevskap. Kommunen gränsar mot Edinburgh, Scottish Borders och Midlothian. Centralort är Haddington och den största staden är Musselburgh. Det traditionella grevskapet, som inte innefattade Musselburgh, gränsar mot Midlothian och Berwickshire.

## Orter
- Auldhame
- Bolton, Broxburn
- Cockenzie
- Dirleton, Dunbar
- East Fortune, East Linton
- Gullane
- Haddington, Huntington
- Kingston
- Longniddry
- Musselburgh
- North Berwick
- Pencaitland, Port Seton, Prestonpans
- Tranent

## Sevärdheter
- Aberlady Bay
- Tantallon slott